# Lotyština
Lotyština (lotyšsky latviešu valoda) patří do skupiny baltských jazyků. Je to úřední jazyk Lotyšska, kde jím mluví přibližně 2 milióny lidí.

## Historie

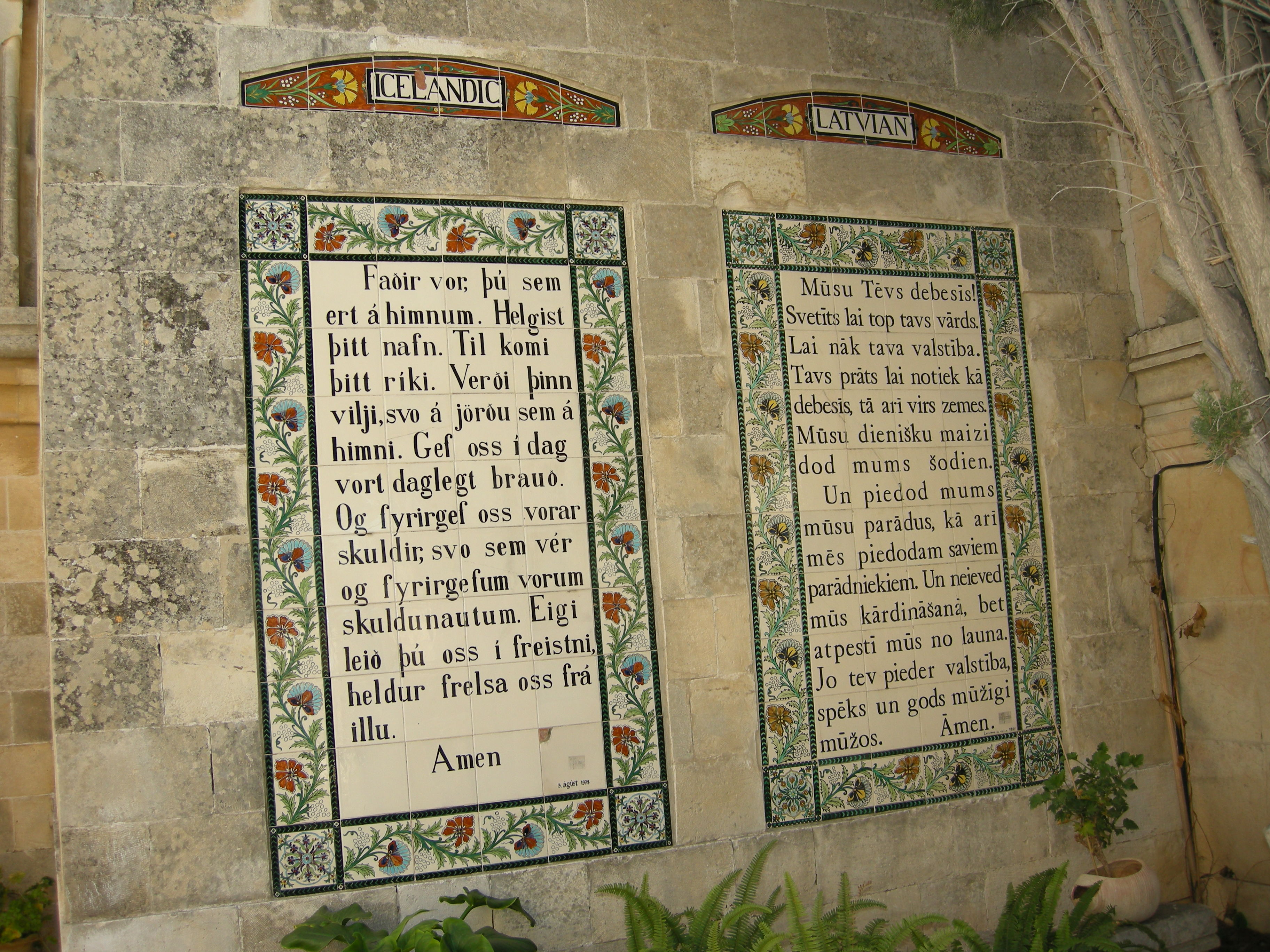
Lotyšský text v „Kostele národů“ v Izraelském Jeruzalémě

Baltské jazyky jsou pro lingvisty velmi zajímavé, protože se v nich zachovalo mnoho archaických tvarů pocházejících z rané indoevropštiny. To je důkaz o odštěpení balto-slovanské větve od ostatních jazyků. Baltská a slovanská větev se od sebe oddělily přibližně v 10. století př. n. l. Zatímco výskyt archaických tvarů slov je nezpochybnitelný, přesný způsob, jakým se baltské jazyky vyvíjely z indoevropštiny, není znám.
Východobaltské jazyky se oddělily od západobaltských (podle teorie o prabaltském jazyce) někdy mezi lety 400 a 600 n. l. Rozdílnost mezi lotyštinou a litevštinou začala být patrná v 9. stol., dlouhé období neexistoval jeden jazyk, ale mnoho různých nářečí. Tato přechodná nářečí existovala do 15. a možná až do 17. století.
Lotyština se jako samostatný jazyk objevila v 16. století, vyvinula se z ní latgalština a asimilovala s kuronštinou, zemgalštinou a sélštinou.
Nejstarší známé nálezy psané lotyštiny jsou překlady množství kostelních písní z roku 1530 Nicholase Ramma, německého pastora z Rigy.

## Klasifikace
Lotyština je jeden ze dvou posledních živých baltských jazyků (druhým je litevština), patřících k indoevropské jazykové rodině. Lotyšský a litevský jazyk si udržely mnoho rysů prajazyka, ačkoli ve věcech hláskosloví a tvarosloví vykazují mnoho zdokonalení (u lotyštiny mnohem větší než u litevštiny). Baltským jazykům jsou nejvíce příbuzné jazyky slovanské a germánské.

## Nářečí
Lotyština má tři nářečí: livonské, latgalské a střední nářečí. Livonské nářečí je rozděleno na vidzemské a kuronské (také tāmnieku nebo ventiņu). Střední nářečí, předchůdce dnešní lotyštiny, se dělí na vidzemské, kuronské a zemgalské nářečí. (Poznámka: Lotyšská nářečí by neměla být zaměňována s jazyky livonštinou, kuronštinou, zemgalštinou ani sélštinou)

### Livonské nářečí
Livonské nářečí je více ovlivněno livonštinou než lotyštinou v jiných částech Lotyšska. V livonském nářečí existují dvě melodie řeči. V nářečí kuronském krátké samohlásky na koncích slov zanikají a dlouhé samohlásky jsou zkráceny. Osobní jména v obou rodech jsou zakončena na -els a -ans. Předpona ie- se mění na e-.

### Střední nářečí
Vidzemské a zemgalské nářečí si jsou navzájem podobné, kuronské nářečí je archaičtější. Ve středním nářečí jsou tři melodie řeči. V zemgalském nářečí je navíc použit znak ŗ.

## Mluvnice
Lotyština je flektivní jazyk, jehož skladba je ovlivněna němčinou. Slovní přízvuk je až na výjimky na první slabice.

### Jména obecně, podstatná jména
V lotyštině se rozlišují dva jmenné rody – mužský a ženský. Jména se skloňují šesti pády: nominativem, genitivem, dativem, akuzativem, lokálem a vokativem. Starší gramatiky za akuzativ vkládaly instrumentál, za který považovaly použití předložky ar, odpovídající českému s, s příslušným pádem (viz dále). V gramatikách se upřednostňuje slovní označení pádů, tím se předchází záměnám obou uvedených pojetí.
Jména se skloňují podle šesti vzorů (deklinací), dosti pravidelně ve srovnání s češtinou. První tři jsou převážně mužské, poslední tři převážně ženské.
Některé výrazné rysy užívání jmen:
- nutné užívání genitivu záporového,
- prostý genitiv i dativ se hojně užívá v neshodných přívlastcích náhradou za neexistující druhy přídavných jmen (viz dále),
- vztah kde, v kom, v čem se vyjadřuje bezpředložkovým lokálem (předložku obdobnou českému v lotyština vůbec nemá),
- bezpředložkový dativ se při neexistenci slovesa mít používá ve vazbách ve stylu někomu je něco = někdo něco má.

### Přídavná jména
Přídavná jména se ohýbají podobně jako v češtině, rod se rozlišuje i v přísudku. Je zachován jev, který ve slovanských jazycích zanikl: Základní tvar přídavného jména ve shodném přívlastku vyjadřuje neurčitost, podobně jako neurčitý člen v jazycích, které používají členy. Delším tvarem, tzv. determinativním (příponou vloženou před koncovku, která někdy s koncovkou splývá), se vyjadřuje určitost.
Lotyština nezná přivlastňovací a mnohá jiná přídavná jména odvozená od substantiv. Místo toho hojně užívá substantiva, příp. zájmena, v neshodném přívlastku (genitiv v poloze před jménem, dativ za jménem). Příklady:
- Kārļa tilts, dosl. Karla most, Karlův most,
- mūsu māja, dosl. nás dům, náš dům,
- bērnu apģērbi, dosl. dětí oděvy, dětské oděvy,
- sporta apģērbi bērniem, dosl. sportu oděvy dětem, dětské sportovní oděvy.

### Číslovky
Soustava číslovek je podobně jako v češtině pravidelná desítková. Počínaje dvojkou mají základní číslovky kromě desítky gramatický tvar jména v množném čísle a pravidelně se skloňují spolu s jménem počítaného předmětu. Prvních deset základních číslovek je: viens/viena (jeden/jedna), divi, trīs, četri, pieci, seši, septiņi, astōņi, deviņi, desmit.
Při číslování (ve slovních spojeních s významem identifikace, jako je udání letopočtu, označení linky veřejné dopravy apod.) se užívají řadové číslovky:
2021. gads – rok 2021
11. tramvajs – tramvaj linky 11
45. vidusskola – 45. střední škola.

### Slovesa
Slovesa se dělí do tří tříd podle způsobu časování. Tvary běžného minulého i budoucího času jsou jednoduché. Při časování často dochází ke změnám ve kmeni. Ve třetí osobě je shodný tvar jednotného i množného čísla. Infinitiv má stejně jako v češtině koncovku -t.

### Předložky
Předložky se v jednotném čísle pojí s příslušnými pády: genitivem, akuzativem nebo dativem. Zvláštností je, že v množném čísle se pojí skoro všechny předložky s dativem.
Jako instrumentál se někdy označuje použití ar s akuzativem v jednotném čísle a s dativem v množném; to je ovšem pravidelné použití té předložky i v jiném významu než instrumentálním, proto část gramatik již instrumentál jako pád nevymezuje.

## Hláskosloví
Lotyština se zapisuje latinkou. Dlouho byl používán pravopisný systém založený na německých pravopisných principech. Teprve na počátku 20. století byl nahrazen fonetičtějším, používajícím ve větší míře diakritiku, upravenou podle několika různých zdrojů. Dnes se lotyšská abeceda skládá ze 33 písmen:
| A | Ā | B | C | Č | D | E | Ē | F | G | Ģ | H | I | Ī | J | K | Ķ | L | Ļ | M | N | Ņ | O | P | R | S | Š | T | U | Ū | V | Z | Ž |
| a | ā | b | c | č | d | e | ē | f | g | ģ | h | i | ī | j | k | ķ | l | ļ | m | n | ņ | o | p | r | s | š | t | u | ū | v | z | ž |

Do reformy z roku 1946 bylo užíváno také písmeno Ŗ, měkké R, které se již ve většinové výslovnosti neodlišovalo. Emigrantská komunita tuto sovětskou reformu nepřijímá a jí vydávané texty obsahují toto písmeno dodnes.
Téměř všechna písmena označují podobné hlásky jako v češtině či slovenštině a s jejich čtením by mluvčí češtiny neměli mít problémy. Písmena s makronem (vodorovnou čárkou) označují dlouhé samohlásky.
Odlišnosti u souhlásek jsou víceméně jen grafické:
- Písmena s cedillou (Ļ, Ģ, Ķ, Ņ) se vyslovují jako slovenské ľ, ď, ť, ň.
- Písmeno h se vyslovuje jako české ch.
- Písmeno v, uzavírá-li slabiku, stejně jako ve spisovné slovenštině označuje hlásku u (např. v níže uvedené modlitbě „Tavs“, Tvůj, výslovnost /taus/).

Podstatnější rozdíly jsou ve výslovnosti samohlásek:
- Psané o se vyslovuje jako dvojhláska uo (až na slova přejatá v poslední době).
- Některá e označují tzv. široké lotyšské e, blížící se přehlásce ä; rozdíl oproti neutrálnímu e se v písmu nevyznačuje a formulovat pravidlo, kdy k němu dochází, není jednoduché.

| Starý pravopis                                | Moderní pravopis                        | Internetový styl                            |  |
| --------------------------------------------- | --------------------------------------- | ------------------------------------------- |  |
| Muuße Thews exkan tho Debbes                  | Mūsu Tēvs Debesīs,                      | Muusu teevs debesiis                        |  |
| Sweetytcz thopetows Wärdtez                   | Svētīts lai top Tavs Vārds,             | Sveetiits lai top tavs vaards               |  |
| Enakas mums touwe Walſtibe.                   | Lai nāk Tava valstība.                  | Lai naak tava valstiiba                     |  |
| Tows prätcznotecke                            | Tavs prāts lai notiek                   | Tavs praats lai notiek                      |  |
| kha exkan Debbes tha arridtczan wűrßon Semmes | kā debesīs, tā arī virs zemes.          | kaa debesiis taa arii virs zemes            |  |
| Muſſe deniſke mayſe dode mums ſchoden.        | Mūsu dienišķo maizi dod mums šodien.    | Muusu dienishkjo maizi dod mums shodien     |  |
| Vnde pam̃et mums muſſe parräde                 | Un piedod mums mūsu parādus,            | Un piedod mums muusu paraadus               |  |
| ka mhes pammettammuſſims parradenekims        | kā arī mēs piedodam saviem parādniekiem | kaa arii mees piedodam saviem paraadniekiem |  |
| Vnde nhe wedde mums exkâ kärdenaſchenne       | Un neieved mūs kārdināšanā,             | Un neieved muus kaardinaashanaa             |  |
| Beth atpeſtimums no to loune                  | bet atpestī mūs no ļauna                | bet atpestii muus no ljauna                 |  |
| Aiſto thouwagir tha Walſtibe                  | Jo Tev pieder valstība                  | Jo tev pieder valstiiba.                    |  |
| Vnde tas ſpeex vnd tas Goodtcz tur muſſige    | spēks un gods mūžīgi                    | speeks un gods muuzhiigi                    |  |
| Amen                                          | Āmen.                                   | Aamen                                       |  |

## Problémy v moderní lotyštině
Dva široce uznávané[zdroj⁠?!] problémy v lotyštině jsou lingvistický purismus a takzvaný gimalajiešu lāči.

### Gimalajiešu lāči
Termín gimalajiešu lāči je nesprávné pojmenovaní asijského černého medvěda a pravděpodobně není nejlepším termínem k popisu těchto dějů. V podstatě jde o vliv jiných jazyků, který způsobí (často docela zábavné) jazykové omyly. Tyto omyly jsou gramatické a stylistické; zřejmě sem patří i překlepy a chybné překlady. Každý rok[zdroj⁠?!] probíhá boj, který jim chce předejít. Organizátoři prohlašují, že nejvíce těchto omylů pochází z oblastí hustě zalidněných Rusy a od litevských obchodních řetězců. Chybné překlady nejsou gramaticky špatné, u nich pouze vadí styl a volba slov, tj. doslovně přeložená anglická slova do lotyštiny by vypadala podivně exaltovaná oproti lotyšským.

### Lingvistický purismus
Purismus se projevuje tvořením nových slov, obvykle bez souhlasu nebo přičinění široké společnosti.[zdroj⁠?!] Ačkoli puristé ponechávají některá slova eufonická, jejich neologismy zní spíše jako cizí než lotyšská slova.[zdroj⁠?!] Mnoho výrazů je zbytečných[zdroj⁠?!] a jiné jsou doslovné překlady. Lotyština má například dva výrazy pro telefon: tālrunis (doslovný překlad telefons) a telefons, tři slova pro počítač: dators nebo kompjūters (obě jsou převzatá) a skaitļotājs (lotyšský výraz).

## Jazyk a politika
Lotyšsko mělo bouřlivý vztah s Německem, Švédskem, Ruskem a Polskem po celou svou historii, a vždy bylo mnohonárodnostní zemí. Během let, kdy bylo připojeno k Sovětskému svazu (1940–1941 a 1945–1991), politická rusifikace velmi ovlivnila lotyšský jazyk. V těchto obdobích bylo asi 340 000 (?)[ujasnit] Lotyšů (přibližně jedna třetina populace) vyhoštěno a jinak perzekvováno. Následovala masová imigrace obyvatel ze sovětských republik Ruska, Ukrajiny, Běloruska a dalších, podíl etnicky lotyšské populace byl redukován z 80 % v roce 1935 na 52 % v roce 1989. Nejvíce přistěhovalců se usadilo na venkově bez jakékoli snahy učit se lotyšsky a sžít se se zdejšími tradicemi.[zdroj⁠?!] Dnes je lotyština mateřskou řečí jen pro více než 60 % populace země.
Po opětovném získání samostatnosti v roce 1991 byla představena nová jazyková politika. Hlavním cílem bylo začlenění všech obyvatel na pozadí oficiálního státního jazyka a chránit jazyky menšin v Lotyšsku (přitom ruština nebyla označena jako menšinová). Mnozí učenci se domnívají, že tyto věci mohou přispět k celkovému úpadku lotyštiny.[zdroj⁠?!]
Opravdové dvojjazyčné vzdělání na vládní náklady (základní škola) je dostupné pro několik menšin. Patří sem Rusové, Židé, Poláci, Litevci, Ukrajinci, Bělorusové, Estonci a Romové. V těchto školách je lotyština vyučována jako druhý jazyk, aby odstranila překážky v dorozumívání a pomohla každému obyvateli začlenit se do společenského života. Od roku 1990 vláda platí studium na veřejných univerzitách pod podmínkou zvládnutí lotyštiny. Od roku 2004 je v lotyštině vyučováno na veřejných středních školách (forma 10-12) 60 % předmětů (předtím zde existoval široký systém vyučování v ruštině).

## Vzorový text
Otčenáš (modlitba Páně):
Tēvs mūsu, kas esi debesīs,
svētīts lai top Tavs Vārds,
lai atnāk Tava valstība,
Tavs prāts lai notiek kā debesīs,
tā arī virs zemes.
Mūsu dienišķo maizi dod mums šodien
un piedod mums mūsu parādus,
kā arī mēs piedodam saviem parādniekiem,
un neieved mūs kārdināšanā,
bet atpestī mūs no ļauna. Amen.

### Všeobecná deklarace lidských práv
| lotyšsky | Visi cilvēki piedzimst brīvi un vienlīdzīgi savā pašcieņā un tiesībās. Viņi ir apveltīti ar saprātu un sirdsapziņu, un viņiem jāizturas citam pret citu brālības garā. |
| litevsky | Visi žmonės gimsta laisvi ir lygūs savo orumu ir teisėmis. Jiems suteiktas protas ir sąžinė ir jie turi elgtis vienas kito atžvilgiu kaip broliai.                     |
| česky    | Všichni lidé se rodí svobodní a sobě rovní co do důstojnosti a práv. Jsou nadáni rozumem a svědomím a mají spolu jednat v duchu bratrství.                             |